# Ruben Radica
Ruben Radica (Split (Dalmàcia), 19 de maig, 1931 - Zagreb, 28 de juliol, 2021) va ser un compositor i professor universitari croat.

## Vida i obra
L'avi de Radica, Josip Hatze (1879–1959), ja era compositor. El net va estudiar a l'Acadèmia de Música de Zagreb i hi va obtenir dos diplomes: el 1957 va completar la classe de direcció de Slavko Zlatić i el 1958 va completar la classe de composició de Milko Kelemen. També va assistir a cursos i cursos de formació a Siena, París i Darmstadt -hi va estudiar amb Pierre Boulez, Vito Frazzi, René Leibowitz, György Ligeti, Olivier Messiaen i Henri Pousseur. De 1959 a 1963 va ensenyar a l'Acadèmia de Música de Sarajevo, després va tornar a Zagreb i va donar conferències de teoria musical a l'Acadèmia de Música.
Va compondre diverses partitures de ballet i dansa, peces orquestrals a gran escala, música de cambra, cançons i música coral, així com una òpera, Prazor, un misteri basat en un poema monumental de Jure Kaštelan (1919–1990) de 1991. Al llarg de la seva vida es va situar estilísticament en la tensió entre tradició i Modernitat. La seva primera fase es pot assignar al neoclassicisme, però després va passar sota la influència de René Leibowitz, un intèrpret de dotze tons radicalment antiromàntic que va ser un seguidor directe d'Arnold Schönberg, Alban Berg i Anton Webern. Les Lirske varijacije (variacions líriques) de 1961 es consideren un dels primers exemples d'aquest aspecte de l'obra de Radica. Van seguir experiments amb tècniques al·legòriques i finalment la lluita per recrear la melodia i l'harmonia. Un exemple d'aquesta fase és K a, una obra per a dos grups instrumentals i sintetitzadors de l'any 1977. En la seva fase posterior, el compositor va tractar les relacions entre els patrons de parla i els leitmotivs. Per als coneixedors, les obres d'aquesta fase recorden a Leoš Janáček o al primer Igor Stravinski. L'última obra significativa és la Litaniae Sanctorum pro Papa Ioanne Paulo de 2005, una peça de música instrumental sacra dedicada a Joan Pau II.